# Ma'mulan
Ma'mūlān (farsi معمولان) è una città dello shahrestān di Poldokhtar, circoscrizione di Ma'mulan, nella provincia del Lorestan. Aveva, nel 2006, una popolazione di 7.633 abitanti.